# Дьюхерст, Коллин
Коллин Дьюхерст (3 июня 1924 — 22 августа 1991) — канадская и американская актриса, добившаяся успеха на театральной сцене, отмечаясь титулом «Королевы офф-Бродвея». За 45-летнюю карьеру выиграла две премии «Тони», четыре «Эмми» и «Драма Деск», две Obie и «Джемини», а также «Джини». В 1981 году была введена в Американский зал театральной славы.

## Жизнь и карьера
Родилась в Монреале, в детстве вместе с семьей переехала в США. После окончания колледжа в Милуоки переехала в Нью-Йорк, где поступила в Американскую академию драматического искусства, во время учёбы брала любую работу с целью оплачивать обучение. В 1952 году она дебютировала в бродвейской пьесе «Любовь под вязами». В последующие годы она сыграла множество ведущих и второстепенных ролей как на бродвейской, так и на малых сценах. В 1958 году она была удостоена Theatre World Award за роль в пьесе «Дети Тьмы».
За театральную карьеру восемь раз номинировалась на высшую театральную премию «Тони», выиграв две награды; в 1961 и 1971 годах. Телевизионная карьера принесла ей тринадцать номинаций на «Эмми» за роли второго плана в различных мини-сериалах и фильмах. Дьюхерст была удостоена четырёх статуэток; в 1986, дважды в 1989, и наконец в 1991 году, в рамках церемонии, проведенной два дня спустя после смерти Дьюхерст.
Добилась значительного успеха в театре, однако на экране практически никогда не исполняла ведущих ролей, несмотря на более восьмидесяти ролей в своем резюме. В 1960-х она играла гостевые роли в разнообразных телешоу, а в последующие десятилетия играла в полнометражных фильмах, таких как «Ковбои» (1972), «Маккью» (1974), «Энни Холл» (1977), «Когда звонит незнакомец» (1979), «Награда» (1980), «Мёртвая зона» (1983), «Умереть молодым» и «Комната с завтраком» (1991), а также разножанровых сделанных для телевидения мини-сериалах и фильмах. Её наиболее известная роль была в телефильме «Энн из Зелёных крыш» (1985) и его продолжении 1987 года, где она снималась с Миган Фоллоуз. В 1989 году они вместе снялись в ролях пьющей матери и дочери в кинофильме «Вокзал Термини». В конце карьеры она играла роль матери главной героини в ситкоме «Мерфи Браун» (1989—1990).
С 1947 по 1960 год была замужем за Джеймсом Викери. С 1960 по 1965 и с 1967 по 1972 год была замужем за актёром Джорджем Скоттом. От браков с ним у неё двое детей, включая актёра Кэмпбелла Скотта. Умерла в 1991 году от рака шейки матки, отказываясь от хирургического вмешательства по религиозным причинам. С 1985 года до самой смерти она была президентом Actors’ Equity Association (ассоциации театральных актёров).

## Фильмография

### Кино
| Год  | Название на русском          | Оригинальное название | Роль                     | Примечания                   |
| ---- | ---------------------------- | --------------------- | ------------------------ | ---------------------------- |
| 1959 | История монахини             | The Nun’s Story       | Архангел Гавриил         |                              |
| 1960 | Человек на верёвочке         | Man on a String       | Хелен Бенсон             |                              |
| 1966 | Прекрасное безумие           | A Fine Madness        | доктор Вера Кропоткин    |                              |
| 1971 | Последняя гонка              | The Last Run          | Моник                    |                              |
| 1972 | Ковбои                       | The Cowboys           | Кейт                     |                              |
| 1974 | Маккью                       | McQ                   | Майра                    |                              |
| 1977 | Энни Холл                    | Annie Hall            | мама Холл                |                              |
| 1978 | —                            | The Third Walker      | Кейт Маклин              |                              |
| 1978 | Ледяные замки                | Ice Castles           | Бьюла Смит               |                              |
| 1979 | Когда звонит незнакомец      | When A Stranger Calls | Трейси Фуллер            |                              |
| 1980 | Последнее задание            | Final Assignment      | доктор Валентина Уланова |                              |
| 1980 | Награда                      | Tribute               | Глэдис Петрелли          |                              |
| 1982 | Сломанное вишнёвое деревце   | Split Cherry Tree     | мать                     | короткометражный фильм       |
| 1983 | Мертвая зона                 | The Dead Zone         | Генриетта Додд           |                              |
| 1986 | Мальчик, который умел летать | The Boy Who Could Fly | миссис Шерман            |                              |
| 1988 | —                            | Woman in the Wind     | н/д                      |                              |
| 1989 | Вокзал Термини               | Termini Station       | Молли Душейн             |                              |
| 1990 | Изгоняющий дьявола 3         | The Exorcist III      | Сатана                   | озвучка; не указана в титрах |
| 1991 | Умереть молодым              | Dying Young           | Эстелль Уиттьер          |                              |
| 1991 | Комната с завтраком          | Bed & Breakfast       | Рут                      |                              |

### Телевидение
| Год       | Название на русском                      | Оригинальное название                  | Роль                             | Примечания                                      |
| --------- | ---------------------------------------- | -------------------------------------- | -------------------------------- | ----------------------------------------------- |
| 1957      | Первая студия                            | Studio One                             | н/д                              | эпизод: First Prize for Murder                  |
| 1957      | —                                        | Decoy                                  | Тэффи Коннор                     | эпизод: Deadly Corridor                         |
| 1958      | —                                        | The Investigator                       | н/д                              | телесериал; 2 эпизода                           |
| 1958      | Телевизионный театр Крафта               | Kraft Television Theatre               | Кристин                          | эпизод: Presumption of Innocence                |
| 1958—1959 | Шоу месяца Дюпона                        | The DuPont Show of the Month           | Альдонза / Дульсинея / Эскаланте | телесериал; 2 эпизода                           |
| 1959—1961 | Пьеса недели                             | Play of the Week                       | Инез / Мордин Сол / женщина      | телесериал; 3 эпизода                           |
| 1959—1963 | Стальной час Соединенных Штатов          | The United States Steel Hour           | Франси Бродерик / Вера Брендон   | телесериал; 2 эпизода                           |
| 1961      | Городской тост                           | Toast of the Town                      | Мэри Фолле                       | эпизод: Episode #14.34                          |
| 1961      | —                                        | The Foxes                              | н/д                              | телефильм                                       |
| 1961      | Бен Кейси                                | Ben Casey                              | Филлис Андерс                    | эпизод: I Remember a Lemon Tree                 |
| 1962      | Фокус                                    | Focus                                  | н/д                              | телефильм                                       |
| 1962      | Виргинцы                                 | The Virginian                          | Селия Эймс                       | эпизод: The Executioners                        |
| 1962      | Медсёстры                                | The Nurses                             | Грейс Майло                      | эпизод: Fly, Shadow                             |
| 1962      | Одиннадцатый час                         | The Eleventh Hour                      | Джоанн Новак                     | эпизод: I Don’t Belong in a White-Painted House |
| 1963      | Шоу недели Дюпона                        | The DuPont Show of the Week            | Карен Холт                       | эпизод: Something to Hide                       |
| 1963      | Камера три                               | Camera Three                           | мисс Амелия Эванс                | телесериал; 2 эпизода                           |
| 1964      | Восток/Запад                             | East Side/West Side                    | Ширли Фрост                      | эпизод: Nothing But the Half Truth              |
| 1965      | Доктор Килдэр                            | Dr. Kildare                            | Элеонор Маркхэм                  | эпизод: All Brides Should Be Beautiful          |
| 1965      | Час Альфреда Хичкока                     | The Alfred Hitchcock Hour              | сестра Эллен Хатч                | эпизод: Night Fever                             |
| 1965      | Фестиваль                                | Festival                               | Уинифред Хеннесси                | эпизод: A Cheap Bunch of Nice Flowers           |
| 1966      | ФБР                                      | The F.B.I.                             | Эми Дусетт                       | эпизод: The Baby Sitter                         |
| 1966      | Большая долина                           | The Big Valley                         | Энни                             | эпизод: A Day of Terror                         |
| 1967      | Суровое испытание                        | The Crucible                           | Элизабет Проктор                 | телефильм                                       |
| 1971      | Театр субботнего вечера на ITV           | ITV Saturday Night Theatre             | миссис Франц                     | эпизод: The Price                               |
| 1972      | —                                        | The Hands of Cormac Joyce              | Молли Джойс                      | телефильм                                       |
| 1973      | —                                        | The Wide World of Mystery              | Марджери Лэндинг                 | эпизод: A Prowler in the Heart                  |
| 1973      | —                                        | Legend in Granite                      | Мари Ломбарди                    | телефильм                                       |
| 1974      | История Якова и Иосифа                   | The Story of Jacob and Joseph          | Ребека                           | телефильм                                       |
| 1974      | —                                        | The Music School                       | ведущая                          | короткометражный телефильм                      |
| 1974      | —                                        | Parker Adderson, Philosopher           | ведущая                          | короткометражный телефильм                      |
| 1975      | Луна для пасынков судьбы                 | A Moon for the Misbegotten             | Джози Хоган                      | телефильм                                       |
| 1975      | —                                        | The Jolly Corner                       | рассказчица                      | короткометражный телефильм                      |
| 1976      | —                                        | Almos’ a Man                           | рассказчица                      | короткометражный телефильм                      |
| 1979      | Тихая победа: История Китти О’Нил        | Silent Victory: The Kitty O’Neil Story | миссис О’Нил                     | телефильм                                       |
| 1979      | Стадс Лониган                            | Studs Lonigan                          | Мэри Лониган                     | мини-сериал; основная роль                      |
| 1979      | —                                        | And Baby Makes Six                     | Анна Креймер                     | телефильм                                       |
| 1979      | —                                        | Mary and Joseph: A Story of Faith      | Элизабет                         | телефильм                                       |
| 1980      | Смертный приговор                        | Death Penalty                          | Элейн Липтон                     | телефильм                                       |
| 1980      | —                                        | Escape                                 | Лили Левинсон                    | телефильм                                       |
| 1980      | Гайанская трагедия: История Джима Джонса | Guyana Tragedy: The Story of Jim Jones | миссис Миртл Кеннеди             | телефильм                                       |
| 1980      | Женская комната                          | The Women’s Room                       | Вэл                              | телефильм                                       |
| 1980      | —                                        | A Perfect Match                        | Мег Ларсон                       | телефильм                                       |
| 1980      | —                                        | Baby Comes Home                        | Анна Креймер                     | телефильм                                       |
| 1981      | —                                        | A Few Days in Weasel Creek             | тётя Кора                        | телефильм                                       |
| 1982      | Медэксперт Куинси                        | Quincy M.E.                            | доктор Барбара Людов             | эпизод: For Love of Joshua                      |
| 1982      | —                                        | Between Two Brothers                   | н/д                              | телефильм                                       |
| 1982      | Голубое и серое                          | The Blue And The Gray                  | Мэгги Гейсер                     | мини-сериал; основная роль                      |
| 1983      | —                                        | Sometimes I Wonder                     | бабуля                           | телефильм                                       |
| 1983—1984 | Великие представления                    | Great Performances                     | Ольга Катрина / Красная Королева | телесериал; 2 эпизода                           |
| 1984      | —                                        | All the World’s a Stage                | н/д                              | мини-сериал                                     |
| 1984      | Искатель потерянной любви                | Finder of Lost Loves                   | Рейчел Грин                      | эпизод: Echoes                                  |
| 1984      | Блистающий купол                         | The Glitter Dome                       | Лорна Диллман                    | телефильм                                       |
| 1984      | Лодка любви                              | The Love Boat                          | Мод Коррелл                      | телесериал; 2 эпизода                           |
| 1985      | Наша эра                                 | Anno Domini                            | Антония                          | мини-сериал; основная роль                      |
| 1985      | Энн из Зелёных крыш                      | Anne of Green Gables                   | Марилла Катберт                  | мини-сериал; основная роль                      |
| 1986      | Между двумя женщинами                    | Between Two Women                      | Барбара Петертон                 | телефильм                                       |
| 1986      | Джонни Булл                              | Johnny Bull                            | Мари Ковач                       | телефильм                                       |
| 1986      | —                                        | As Is                                  | работница хосписа                | телефильм                                       |
| 1986      | Меч Гедеона                              | Sword of Gideon                        | Голда Меир                       | телефильм                                       |
| 1987      | Диснейленд                               | Disneyland                             | Глэдис                           | эпизод: Bigfoot                                 |
| 1987      | Энн из Зеленых крыш: Продолжение         | Anne of Green Gables: The Sequel       | Марилла Катберт                  | мини-сериал; основная роль                      |
| 1988      | Вне закона                               | Hitting Home                           | судья                            | телефильм                                       |
| 1988      | Сумеречная зона                          | The Twilight Zone                      | Холли Паркер                     | эпизод: There Was an Old Woman                  |
| 1989      | Детективное агентство «Лунный свет»      | Moonlighting                           | Бетти Расселл                    | эпизод: Take My Wife, for Example               |
| 1989      | Те, кого она бросила                     | Those She Left Behind                  | Маргарет Пейдж                   | телефильм                                       |
| 1989      | Лантерн Хилл                             | Lantern Hill                           | Хепзиба                          | телефильм                                       |
| 1989—1990 | Мерфи Браун                              | Murphy Brown                           | Эйвери Браун-младшая             | телесериал; 4 эпизода                           |
| 1990      | Гражданская война                        | The Civil War                          | разные персонажи                 | документальный мини-сериал; 9 эпизодов          |
| 1990      | Калейдоскоп                              | Kaleidoscope                           | Маргарет                         | телефильм                                       |
| 1990      | Дорога в Эйвонли                         | Road to Avonlea                        | Марилла Катберт                  | телесериал; 3 эпизода                           |